# دوايت بوش
دوايت بوش (بالإنجليزية: Dwight L. Bush Sr) (مواليد 1958) هو رجل أعمال وسياسي أمريكي عين سفيرا للولايات المتحدة لدى المغرب منذ 2014 إلى يناير 2017.

## حياته وتعليمه
ولد دوايت بوش في إيست سانت لويس، إلينوي، لأسرة أمريكية من خمسة أشقاء، درس في جامعة كورنيل، حيث تخرج بدرجة البكالوريوس في عام 1971.

## مناصب
بعد انهائه للدراسة وظف بوش في منصب في بنك تشيس مانهاتن، حيث عمل على مدى السنوات الخمس عشرة هناك في تطوير الخدمات المصرفية للشركة، مع التركيز عن طريق الاختيار في المسائل التي تنطوي على نطاق دولي.. أخذت مهامه إلى أمريكا اللاتينية، والشرق الأوسط، وآسيا، كما عمل في المجالين المالي وتمويل المشاريع للشركات في نيويورك وواشنطن العاصمة، رقي في نهاية المطاف إلى عضو منتدب في مجموعة تمويل المشاريع.
اضطلع بمهمة مدير عام لمشروع (غروب فينانس) في بنك تشيس مانهاتن.
انضم إلى شركة سالي ماي حيث شغل منصب نائب الرئيس لتطوير الشركات من عام 1994 إلى عام 1997.
ومن عام 1998 إلى عام 2006، عمل بوش كمدير في شركة ستيوارت ميل كابيتال ذات المسؤولية المحدودة؛ نائب الرئيس والمدير المالي في شركة SatoTravel Holdings, Inc.؛ ونائب رئيس مجلس الإدارة في شركة Enhanced Capital Partners، LLC.
شغل السفير بوش منصب الرئيس والمدير التنفيذي لبنك Urban Trust Bank وUrban Trust Holdings "أوربان تروست بانك" و"أوربان تروست هولدينغ". ورئيس شركة UTB Education Finance, LLC "يو تي بي إيديكيشن فينانس" من عام 2006 حتى عام 2008.
كما عمل مديرًا منذ عام 2004. ومنذ سنة 2010 كنائب لرئيس المقاولة الأمريكية "أنتريميد" للبحث وتطوير المستحضرات الصيدلانية.
شغل منصب رئيس مكتب الاستشارة المالية "دي إل بوش أند أسويييتس" الذي يوجد مقره بواشنطن.
كما اشتغل مع العديد من المؤسسات الخيرية والتعليمية بما في ذلك جامعة كورنيل وغافي أليانس و"ناشيونال سيمفوني أركسترا" و"جوينت سانترز فور سوشل أند إيكونميك ستاديز".
ويعد بوش عضوا بالمجلس الإداري واللجنة التنفيذية لجامعة كسافيي.

## السفارة
شغل منصب سفير الولايات المتحدة الأمريكية بالرباط إلى حدود يناير 2017، مع إدارة الرئيس الأمريكي باراك أوباما، ساعدته درايته بالثقافة المغربية وتاريخ المغرب وشمال إفريقيا في تحسين وتغيير الصورة النمطية عن الولايات المتحدة، بين نشطاء المجتمع المدني المغربي، وعمل على تقريب الثقافة الأمريكية والثقافة الليبيرالية من المجتمع المدني المغربي، إلى جانب ثقافة التعايش والحرية والحقوق المدنية والمساواة في فترة خدمته كسفير للولايات المتحدة الأمريكية بالرباط، مما ترك انطباعا جيدا في أوساط الشباب والنشطاء والمثقفين المغاربة، خلفت تقديرا واحتراما لدوره في إذكاء مفهوم السفارة في التقريب بين الثقافات والشعوب وتطوير المصالح المتبادلة‘‘‘‘.

## أوسمة
- الوساام العلوي من درجة ضابط كبير (2017)[8]‘[9]‘.[10]